# Fahrioğlu, Hayrabolu
Fahrioğlu là một xã thuộc huyện Hayrabolu, tỉnh Tekirdağ, Thổ Nhĩ Kỳ. Dân số thời điểm năm 2011 là 81 người.